# اچ‌ام‌اس تیکهام (ام۲۷۳۳)
اچ‌ام‌اس تیکهام (ام۲۷۳۳) (به انگلیسی: HMS Thakeham (M2733)) یک کشتی بود. این کشتی در سال ۱۹۵۷ ساخته شد.